# Magnolia ovata
Magnolia ovata là một loài thực vật có hoa trong họ Magnoliaceae. Loài này được (A.St.-Hil.) Spreng. mô tả khoa học đầu tiên năm 1827.